# Howard Smith
Howard Smith (Brooklyn, 20 dicembre 1936 – Manhattan, 1º maggio 2014) è stato un regista statunitense.

## Biografia
Fotografo per riviste come Life e Newsweek, diventa poi giornalista per Playboy, The New York Times, The Village Voice e altri.
Nel 1972 dirige con Sarah Kernochan il film Marjoe, documentario sull'evangelista Marjoe Gortner. Il film vince l'Oscar al miglior documentario.

## Filmografia

### Regista e produttore
- Marjoe, coregia con Sarah Kernochan - documentario (1972)
- Gizmo!, coregia con Sarah Kernochan - documentario (1977)

## Doppiatori Italiani
Howard Smith è stato doppiato da:
- Renato Mori in Zombi (film)